# Across a Wire: Live in New York City
Across a Wire: Live in New York City är rockbandet Counting Crows tredje musikalbum samt gruppens första livealbum. Det släpptes 1998 på Geffen Records.
Albumet är ett dubbelalbum och innehåller låtar från deras första två album, August and Everything After och Recovering the Satellites, framförda på två olika konserthallar i New York, Chelsea Studios respektive Hammerstein Ballroom, 1997. De två skivorna skiljer sig genom att den första, inspelad för VH1's Storytellers, är akustisk, till skillnad från den andra vilken är inspelad för MTV Live from the 10 Spot.

## Låtlista

### Skiva ett
1. "Round Here" - 6:16
2. "Have You Seen Me Lately?" - 3:57
3. "Angels of the Silences" - 3:57
4. "Catapult" - 3:57
5. "Mr. Jones" - 5:17
6. "Rain King" - 5:51
7. "Mercury" - 3:45
8. "Ghost Train" - 5:27
9. "Anna Begins" - 13:54
10. "Chelsea" - 6:15 (tidigare outgiven)

### Skiva två
1. "Recovering the Satellites" - 5:49
2. "Angels of the Silences" - 3:34
3. "Rain King" - 5:48
4. "Sullivan Street" - 4:37
5. "Children in Bloom" - 5:19
6. "Have You Seen Me Lately?" - 4:10
7. "Raining in Baltimore" - 5:34
8. "Round Here" - 10:00
9. "I'm Not Sleeping" - 4:58
10. "A Murder of One" - 5:35
11. "A Long December" - 6:06
12. "Walkaways" - 1:50